# Puchar Polski w futsalu (2011/2012)
Puchar Polski w futsalu 2011/2012 – 18. edycja rozgrywek mających na celu wyłonienie zdobywcy Pucharu Polski. Obrońcą trofeum była Gatta Zduńska Wola. Turniej finałowy odbył się w dniach 2-3 czerwca 2012 w Chorzowie.

## 1/16 finału
Mecze rozgrywano od 12 do 22 listopada 2012 roku.
| Drużyna 1                  | Wynik | Drużyna 2                         |
| -------------------------- | ----- | --------------------------------- |
| Kadet Futsal Team Poznań   | 2:7   | Inpuls-Alpol Siemianowice Śląskie |
| MKF-Renex Grajów           | 2:3   | Clearex Chorzów                   |
| Energetyk Jaworzno         | 7:5   | GKS Tychy                         |
| Akademia Sportu Sieradz    | 1:4   | Gwiazda Ruda Śląska               |
| Zawbud Iława               | 3:9   | Marwit Toruń                      |
| Red Dragons Pniewy         | 2:9   | Pogoń 04 Szczecin                 |
| Marex Chorzów              | 0:12  | Rekord Bielsko-Biała              |
| AZS UŚ Katowice            | 6:2   | TPH Polkowice                     |
| Mazovia FC Warszawa        | 3:9   | Red Devils Chojnice               |
| Lumaro Ekotar/Elbud Tarnów | 8:0   | Berland OSiR Komprachcice         |
| Beds.pl Bydgoszcz          | 4:7   | AZS UG Gdańsk                     |
| Kupczyk Kraków             | 2:5   | Orlik Brzeg                       |
| Elhurt-Elmet Białystok     | 7:0   | AZS UW Warszawa                   |
| KS AZS UMCS Lublin         | 4:7   | Wisła Krakbet Kraków              |
| Remedium Pyskowice         | 2:3   | Gatta Zduńska Wola                |
| KS Gniezno                 | 3:2   | Akademia FC Pniewy                |

## 1/8 finału
Mecze rozgrywano od 15 stycznia do 1 lutego 2012 roku.
| Drużyna 1                  | Wynik         | Drużyna 2                         |
| -------------------------- | ------------- | --------------------------------- |
| Elhurt-Elmet Białystok     | 3:5 (dog.)    | Gatta Zduńska Wola                |
| Energetyk Jaworzno         | 5:0 (w.o.)    | Inpuls-Alpol Siemianowice Śląskie |
| AZS UG Gdańsk              | 5:8           | Pogoń 04 Szczecin                 |
| KS Gniezno                 | 4:3           | Red Devils Chojnice               |
| Kupczyk Kraków             | 1:6           | Clearex Chorzów                   |
| Gwiazda Ruda Śląska        | 2:4           | Rekord Bielsko-Biała              |
| Lumaro Ekotar/Elbud Tarnów | 2:8           | Wisła Krakbet Kraków              |
| AZS UŚ Katowice            | 3:3 (2:4 kar) | Marwit Toruń                      |

## Ćwierćfinał
Mecze rozgrywano od 14 marca do 14 kwietnia 2012 roku.
| Drużyna 1          | Wynik dwumeczu | Drużyna 2            | Pierwszy mecz | Drugi mecz |
| ------------------ | -------------- | -------------------- | ------------- | ---------- |
| Energetyk Jaworzno | 5:16           | Gatta Zduńska Wola   | 3:8           | 2:8        |
| KS Gniezno         | 9:8            | Pogoń 04 Szczecin    | 4:2           | 5:6        |
| Clearex Chorzów    | 7:6            | Rekord Bielsko-Biała | 6:4           | 1:2        |
| Marwit Toruń       | 6:9            | Wisła Krakbet Kraków | 3:4           | 3:5        |

## Półfinał
| 2 czerwca 2012 16:00 CEST | Gatta Zduńska Wola · Olejniczak 2' · Marciniak 7', 33', 49' · Milewski 10', 50' · Sylwester Wójcik 36' · Michał Szymczak 49' · Mariusz Rachubiński 50' | 9:5 (Dogrywka)(2:5) | KS Gniezno · 2' Jedliński · 4' Śniegowski · 5' Mójta · 13', 15' Greser | Chorzów |
|                           | |                     |                                                                        |         |

| 2 czerwca 2012 16:00 CEST | Clearex Chorzów · Grecz 13' | 9:5(2:5) | Wisła Krakbet Kraków | Chorzów |
|                           |                             |          |                      |         |

## Finał
| 3 czerwca 2012 16:00 CEST | Gatta Zduńska Wola · Szymczak 18' · Marciniak 32' · Adamski 35' | 3:2(1:0) | Clearex Chorzów · 21' Wojtyna · 36' Rabczak | Chorzów |
|                           |                                                                 |          |                                             |         |

| Zdobywca Pucharu Polski 2011/2012 |
| --------------------------------- |
| Gatta Zduńska Wola 1. tytuł       |